# Fado (muziek)

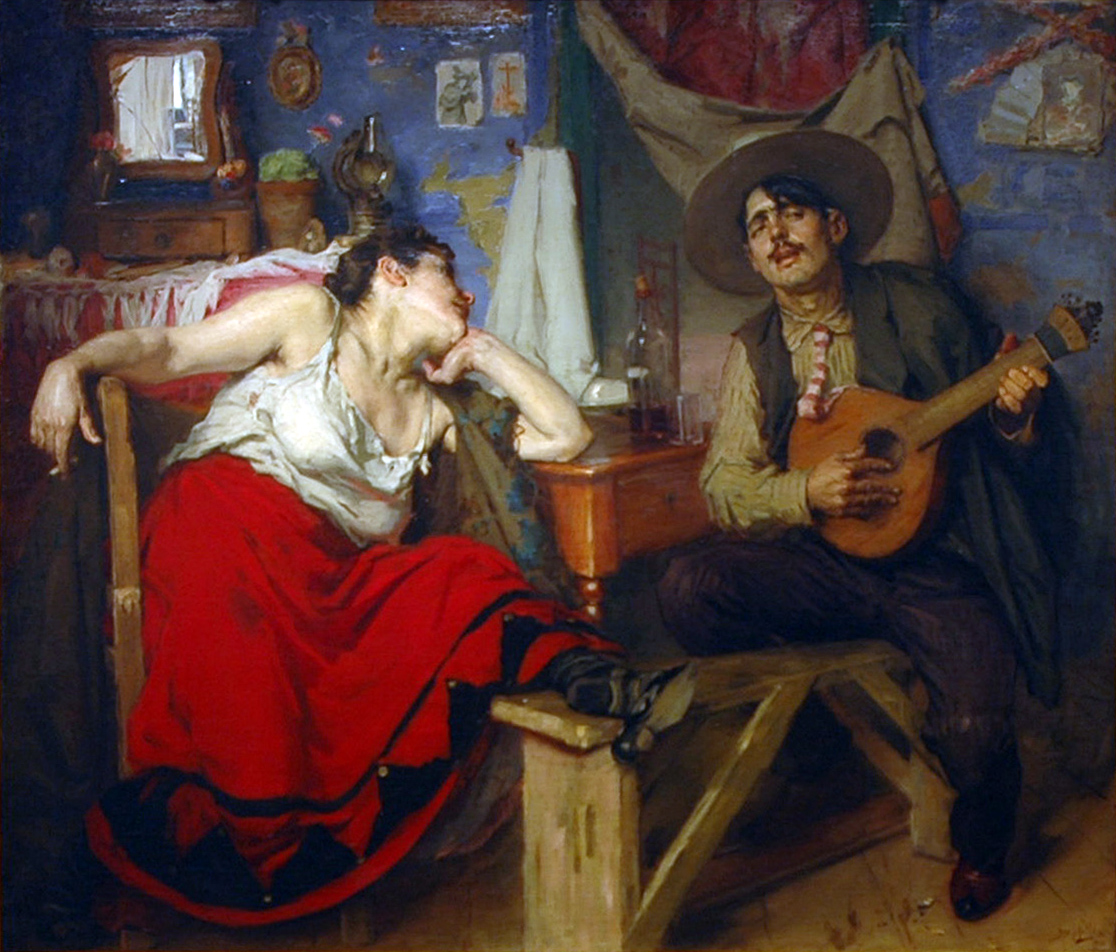
O Fado (1910), José Malhoa, Museu do Fado

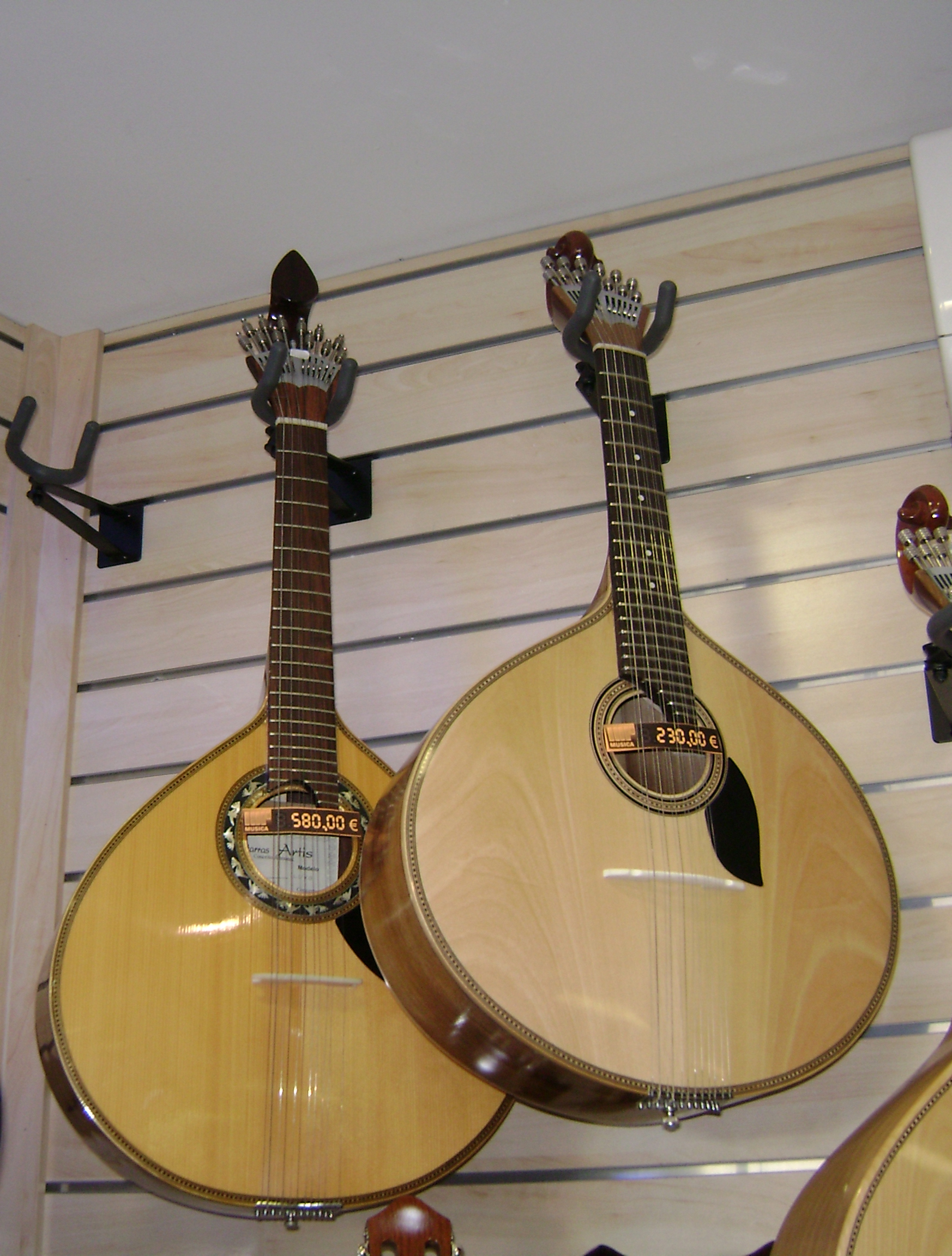
Portugese gitaren (guitarras portuguesas).

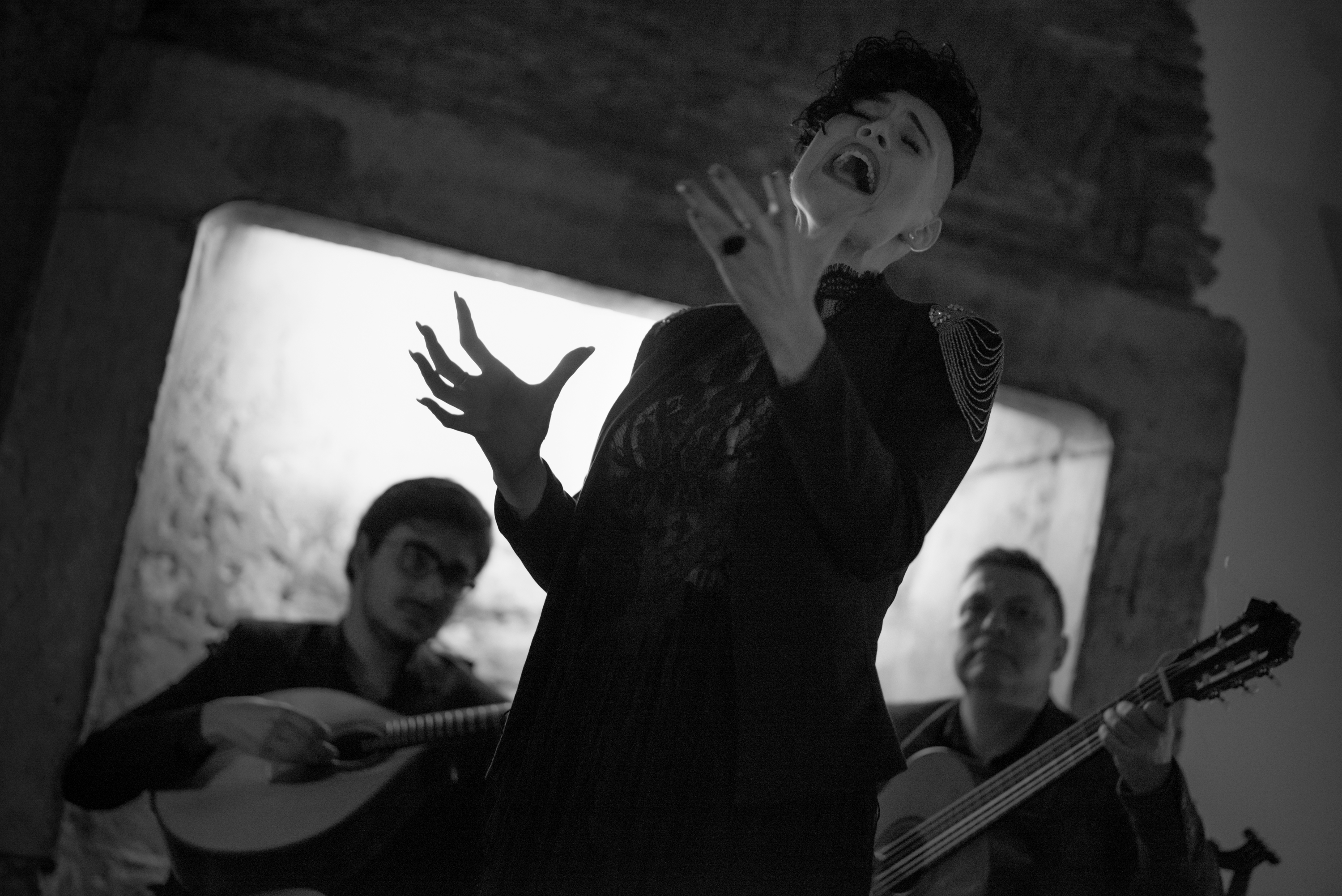
Optreden van fadista Fábia Rebordão in een fadohuis in Lissabon.

Fado is het Portugese levenslied.  Amália Rodrigues wordt algemeen beschouwd als een van de belangrijkste en invloedrijkste fadozangeressen ooit. In 2011 heeft de fado een plaats gekregen op de lijst van immaterieel cultureel erfgoed van Unesco.
Fado geeft stem aan de gemoederen van het leven: verdriet, melancholie, nostalgie, verlangen, jaloezie, blijheid, weemoed en vooral saudade. Fado, afgeleid van het Latijnse fatum, betekent zoveel als lot, of beter gezegd: het noodlot, vertaald in muziek. Het is dan ook een muzieksoort waarin melancholie en fatalisme worden gecultiveerd. Ook bezingt fado het leven in (de arme wijken van) Lissabon.
Fado ontstond in de 19e eeuw in de arme wijken van Lissabon: Mouraria, Alfama en Bairro Alto. Naast Lissabon is ook Coimbra van groot belang voor de fado. Oorspronkelijk werd fado voornamelijk in kroegen, tavernes en bordelen gezongen. In de loop van de twintigste eeuw werd fado een erkende zangkunst die uitgevoerd wordt in de betere uitgaansgelegenheden en concertzalen. Traditionele fado is nog steeds te vinden in Lissabon, in zogenaamde fadohuizen (casas de fado): restaurants of cafés waar fado-artiesten optreden. 
De traditionele uitvoering van de fado bestaat uit een fadista (fadozanger of -zangeres) met guitarra of guitarra Portuguesa (een soort cister, ook wel Portugese gitaar genoemd), viola of viola da fado (Spaanse gitaar) en eventueel een akoestische basgitaar (viola baixo). In moderne fado worden ook andere muziekinstrumenten gebruikt.

## Geschiedenis van de fado
We weten niet exact hoe fado ontstaan is. Dit is onderwerp van onderzoek en debat; er zijn dan ook verschillende theorieën over het ontstaan van de fado. Zo zou fado Arabische wortels hebben, ontstaan zijn uit liederen van Portugese zeelieden of wortels hebben in de middeleeuwse poëzie van provençaalse troubadours. Elk van deze theorieën wordt door sommige deskundigen betwijfeld.

### Ontstaan van de fado
Waar veel deskundigen het wel over eens zijn, is dat fado in de 19e eeuw is ontstaan in Lissabon. Fado ontstond hier uit een mix van (Afro-)Braziliaanse dans- en muziekstijlen en Portugese en Europese poëzie-, lied- en dansstijlen.

#### Lissabon en het Portugese rijk
Het 19e-eeuwse Lissabon was een internationale stad: een havenstad en een belangrijke stad in het Portugese rijk met een gemengde bevolking. Diverse culturen (Europees, Portugees, Afrikaans, Braziliaans) kwamen hier met elkaar in aanraking.
Van 1808 tot 1822 verbleef het Portugese hof in Brazilië, met een gevolg van bedienden, slaven, zeelieden enzovoorts. Mogelijk zijn Portugese en (Afro-)Braziliaanse genres hier met elkaar vermengd geraakt. Nieuwe genres vonden vervolgens hun weg naar Lissabon.
Zo kon in Lissabon een nieuwe stijl ontstaan uit Afro-Braziliaanse en Portugese invloeden.

#### Afro-Braziliaanse en Portugese genres
Verschillende genres hebben vermoedelijk bijgedragen aan het ontstaan van de Portugese fado:
- de sensuele Afro-Braziliaanse dansstijl lundum
- de Braziliaans/Portugese dans fofa
- de Spaans/Portugese dans fandango
- het Portugese en Braziliaanse genre modinha (een sentimentele liedvorm met vaak melancholische, nostalgische teksten)
- een Braziliaanse stijl met de naam fado[12][7][13][14][15]

#### De achterbuurten van Lissabon
In Lissabon ontstond in de 19e eeuw een arbeidersklasse door migratie van onder andere vluchtelingen voor de Portugese burgeroorlog en voormalig slaven. Zij kwamen terecht in arme buurten in Lissabon, wijken met sterke gemeenschapsbanden maar ook misdaad, smokkel en prostitutie. Men ontmoette elkaar in tavernes of bordelen. In deze buurten, met een mengeling van immigranten uit verschillende streken, werden genres als lundum, modinha en Braziliaanse fado populair. 
Vanaf de jaren 1830 werd het woord fado (=lot of noodlot) gebruikt voor deze achterbuurten. De term Casa de fado verwees naar de bordelen en tavernes in deze buurten. De term fadista verwees naar bepaalde mannen in deze buurten: vaak mannen zonder vaste baan die zich bezighielden met illegale activiteiten als smokkelen, gokken en prostitutie en betrokken waren bij vechtpartijen.

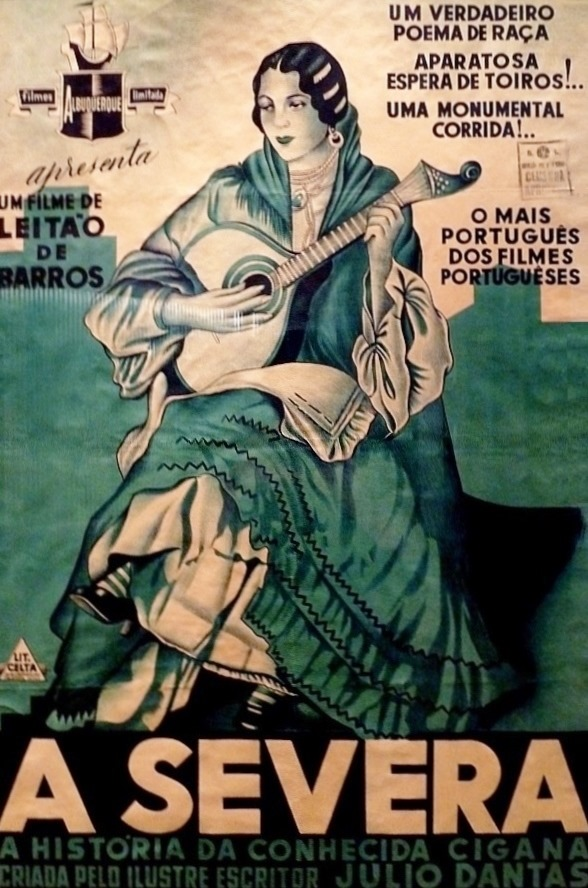
Poster van de film A Severa (1931), over Maria Severa.

#### De eerste fado
In deze buurten ontstond rond de jaren 1830 en 1840 de Portugese muziekstijl fado. Het ging destijds om melancholieke, treurige, klagende zang, begeleid door gitaarspel met een dansbaar ritme, en vergezeld door dans, klikkende hakken en draaiende heupen. Deze vroege fado bevatte elementen van Afro-Braziliaanse stijlen als lundum, onder andere in de dans en de gesyncopeerde ritmes. In het laatste kwartaal van de 19e eeuw werd het danselement geleidelijk minder.
Uit de periode 1840-1860 zijn tientallen fadista's (fadozangers) bekend, zowel mannen als vrouwen. De eerste vrouwelijke fadozangers waren meestal prostituees. Een voorbeeld hiervan is Maria Severa, de bekendste fadozangeres uit de begintijd. Zij werd ook bekend buiten de arme wijken van Lissabon, en haar leven werd een inspiratiebron voor verhalen, songs, theater en film. Fado was destijds overigens nog een genre voor amateurs, niet iets waar men van kon leven.
Teksten in fado gingen vaak over het leven in de achterbuurten: klaaglijke liefdesliederen, liederen over het leven van fadista’s, dood, liefde, werk en lijden van de lagere klassen, feesten, misdaden en rampen, steden, buurten en straten, stierengevechten enzovoorts. Teksten konden ook humor of dubbelzinnigheden bevatten. Er werd gewerkt met een aantal vaste melodieën, daarnaast was er veel ruimte voor improvisatie.
Voor begeleiding werden tot het laatste kwart van de 19e eeuw vooral Spaanse en Portugese gitaar gebruikt. Geleidelijk aan kreeg de Portugese gitaar de voorkeur.

### Verspreiding van het genre
De komende decennia verspreidde fado zich verder binnen Lissabon en Portugal.
Fado werd een regulier onderdeel van het culturele leven van de arbeidersklasse in Lissabon. Het werd niet meer voornamelijk door prostituees gezongen, ook timmermannen, schoenmakers etc. zongen of speelden fado. Fado werd gezongen in tavernes en herbergen, maar ook tijdens religieuze feesten of bijeenkomsten van vakbonden, politieke partijen en dergelijke. Veel fado's gingen over wat de arbeidersklasse bezighield, zo leidde onvrede over de slechte omstandigheden van arbeiders tot (soms politiek getinte) songs over deze kwesties.
Binnen Lissabon verspreidde fado zich verder naar de midden- en hogere klassen. Fadozangers werden uitgenodigd om op te treden in bijvoorbeeld buitenverblijven of casino's. Fadomuziek werd een onderdeel van revue's en muzikale comedy in theaters. Er verschenen regelmatig publicaties met teksten of partituren van fado's voor gitaar of piano.
Fado verspreidde zich ook buiten Lissabon: via rondtrekkende bedelaars/zangers en via de herbergen op routes van en naar Lissabon. Studenten namen fado mee naar de universiteitsstad Coimbra, waar zich een nieuwe vorm van fado ontwikkelde.
Begin 20e eeuw streefden tekstdichters ernaar fado meer respectabel te maken door meer literaire fadoteksten te schrijven. Ondanks dat was er ook kritiek op fado, die tot in de jaren 1950 zou blijven klinken. Conservatieve critici zagen fado als een immoreel genre uit een crimineel en verdorven milieu. Progressieve of socialistische critici zagen in fado een klagende, fatalistische, passieve houding, die sociale verandering in de weg zou staan.

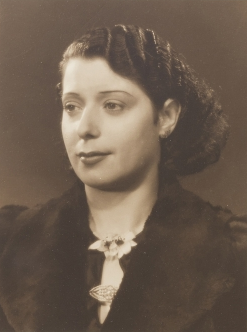
Hermínia Silva.

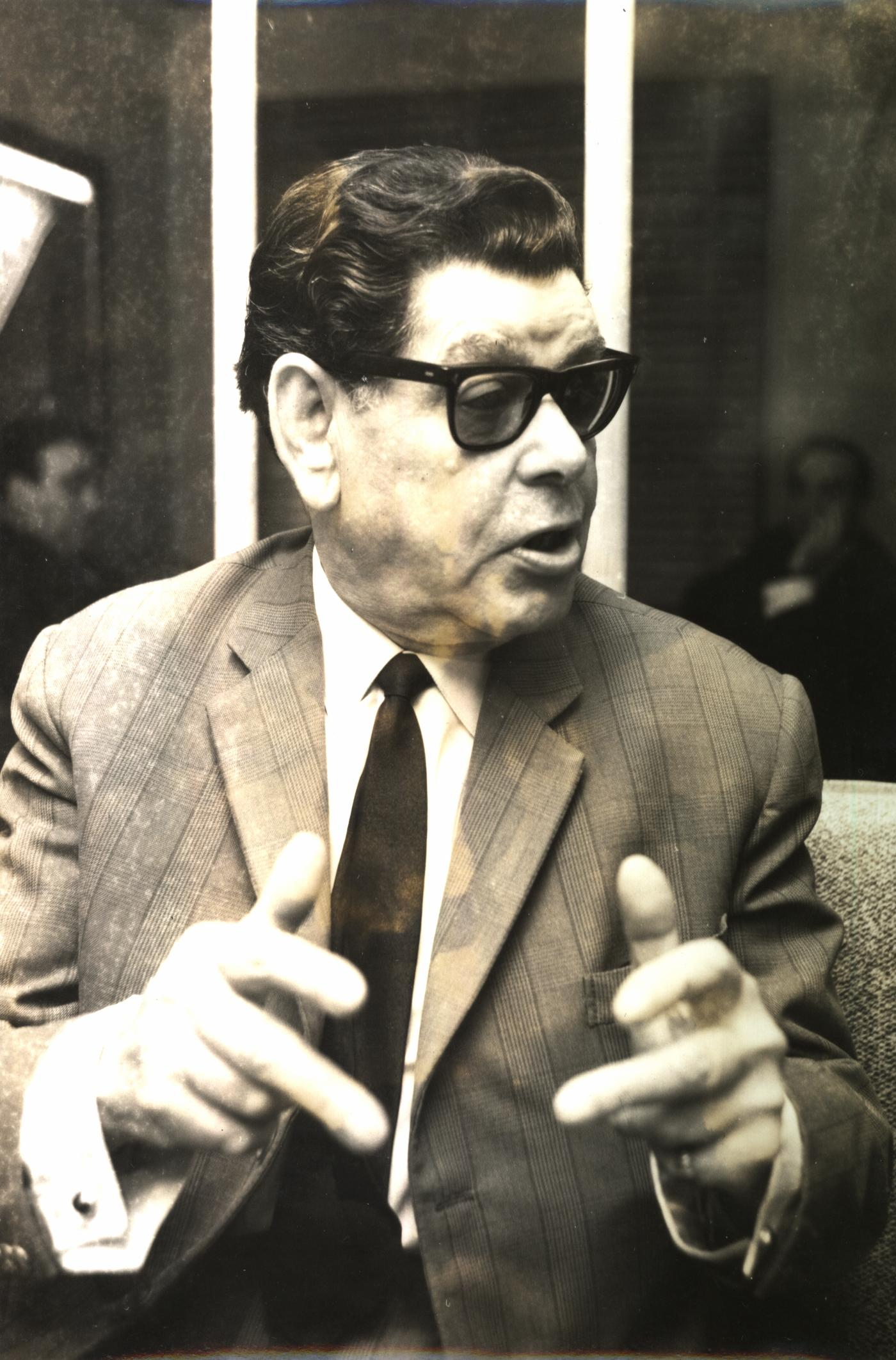
Alfredo Marceneiro.

### Eerste professionalisering
Fado was lange tijd een genre van amateurs. Door optredens in casino's, salons en dergelijke konden fadista's wat geld verdienen, bijvoorbeeld met fooien. Begin 20e eeuw kwamen plaatopnamen op gang en vanaf jaren 1920 gingen labels wedijveren om het vastleggen van gerenommeerde fado-artiesten. De muziek werd vaak begeleid met Portugese en Spaanse gitaar, soms met piano en soms met een band. Ook deze plaatopnamen hielpen om een groter publiek te bereiken.

De middenklasse zag het bezoeken van tavernes in achterbuurten en arbeiderswijken niet als respectabele optie. Dus kwamen er vanaf de jaren 1910 speciale fadogelegenheden (café's en bierhuizen) voor de midden- en hogere klasse. Zij probeerden een meer 'respectabel' publiek te trekken met bijvoorbeeld kledingvoorschriften, toegangsprijzen of minimumconsumpties. Artiesten werden nu systematisch betaald. Een nieuwe generatie koos voor een professioneel bestaan: onder andere Ercília Costa, Alfredo Marceneiro en Armandinho. Fadista’s als Ercília Costa, Maria Alice, Berta Cardoso en vooral Hermínia Silva werden sterren in het theater.

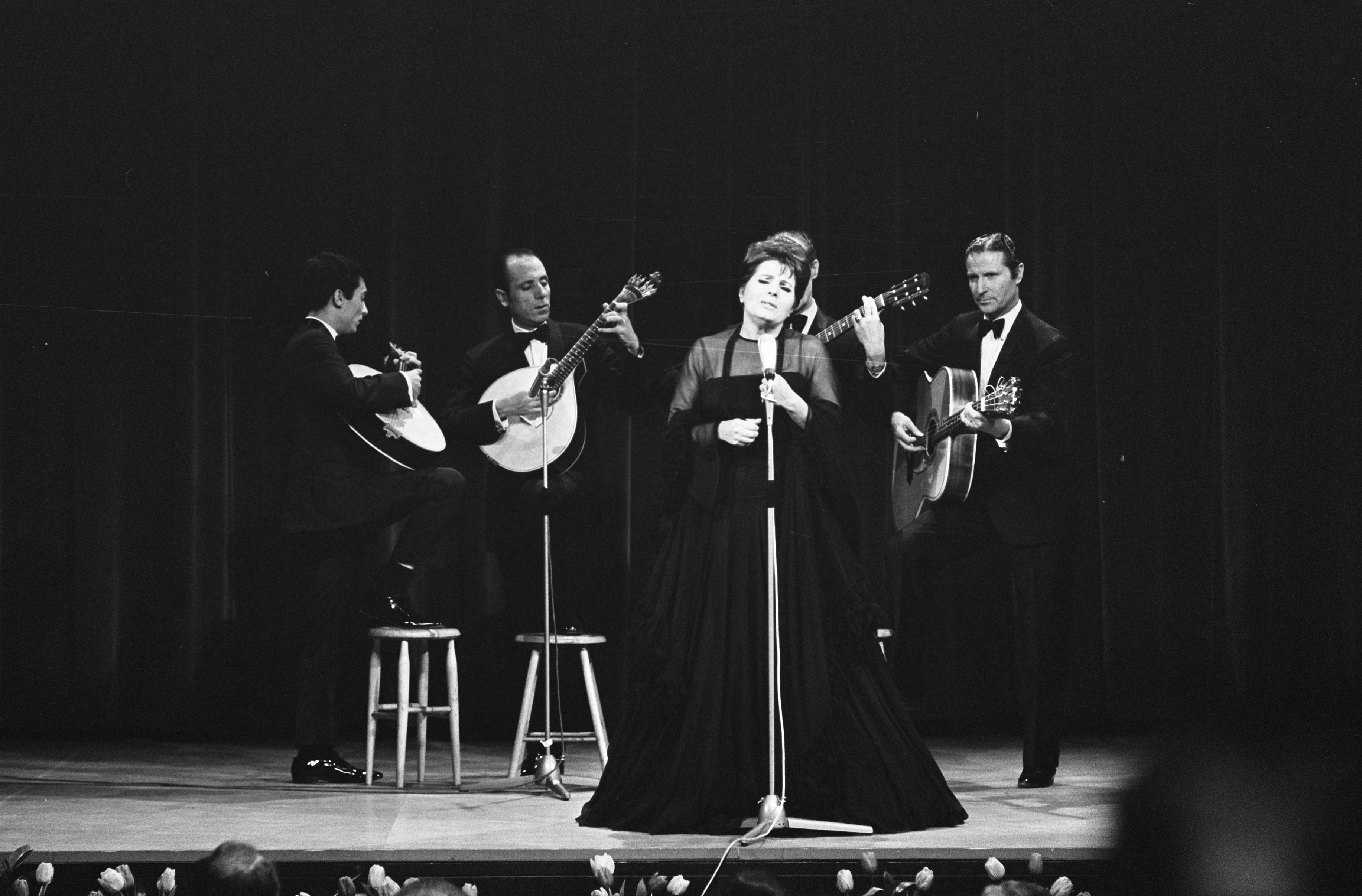
Amália Rodrigues tijdens het Grand Gala du Disque Populaire in Congrescentrum RAI in Amsterdam, 1969.

### Fado tijdens de dictatuur (1926-1974)
In 1926 werd in Portugal na een militaire staatsgreep een dictatuur gevestigd, dit regime wijzigde zijn naam naar Estado Novo in 1933. Dit regime had een grote invloed op de ontwikkeling van de fado.
Fado en de Estado Novo
Tijdens de dictatuur werden muziek en theater gecontroleerd en gecensureerd. Veel teksten met een politieke, ideologische of seksuele inhoud werden afgekeurd. Hierdoor gingen teksten voortaan meer over oude onderwerpen uit de 19e eeuw, bijvoorbeeld droevige teksten over weduwen en wezen, prostituees, enzovoorts. Daarnaast waren er nostalgische teksten waarin het verleden van de vroege fado werd geromantiseerd als traditie van het volk.
Het regime had eerst weinig interesse in fado. Salazar stelde eens het genre deprimerend te vinden. Het genre werd gedoogd en gecontroleerd, maar niet gewaardeerd of gepromoot. Het regime had meer waardering voor traditionele volksmuziek van het platteland, die gezien werd als ware uitdrukking van de nationale identiteit.
Na de Tweede Wereldoorlog ging het regime massamedia en populair vermaak inzetten om het regime en waarden als nationalisme, gehoorzaamheid, en loyaliteit te promoten. Muziek, religie en voetbal (fado, Fátima en futebol) werden ingezet om het volk tevreden te houden. Fado kreeg meer aandacht in de media en tijdens evenementen.
In de jaren 1960 was er een toename van oppositie en studentenprotesten. De meer politiek bewuste en internationaal georienteerde jongeren wezen fado nu af. Veel jongeren luisterden liever naar Portugese (protest)zangers als José Afonso, of naar Amerikaanse, Franse of Braziliaanse muziek.
Professionalisering tijdens de dictatuur
Tijdens de dictatuur zette de professionalisering van fado verder door. Fadista’s moesten verplicht met contracten werken en werden dus professionals. In de jaren 1920 ontstonden fadohuizen in Lissabon: restaurants en tavernes waar het publiek naar fado-optredens kon luisteren.
In deze fadohuizen ontstonden bepaalde gewoontes en gedragscodes. Tijdens optredens ging de deur dicht, werden de lichten gedimd, werden er geen bestellingen opgenomen en werd het publiek geacht stil te zijn. Deze fadohuizen moesten met een meer 'waardige' sfeer de acceptatie bij de elite bevorderen. Er ontstond een vast repertoire van vaak uitgevoerde fado's. Voor een deel waren dit nog oude fado's uit begin 20e eeuw of mogelijk daarvoor. Fadozangers werden geacht hun eigen draai aan het materiaal aan te geven, door bijvoorbeeld emotionele expressie, vocale versieringen, keuzes in tempo enzovoorts. Los daarvan nam de ruimte voor improvisatie in deze periode sterk af.
In de naoorlogse periode (tot en met de jaren 1960) maakten fado en fadohuizen een bloeiperiode door. Prominente fado-artiesten als Hermínia Silva, Argentina Santos en Celeste Rodrigues openden hun eigen fadohuizen. Ook het toerisme uit andere landen zorgde voor extra klandizie. Artiesten bereikten meer mensen dankzij platen, concerten, radio, film en tv. Succesvolle zangers in deze tijd waren onder andere Alfredo Marceneiro, Ercília Costa, Maria Alice, Armandinho, Berta Cardoso, Herminia Silva en Maria Teresa de Noronha.
Ook bleef fado populair in revuevoorstellingen. Componisten kozen hier voor een moderne stijl met coupletten en makkelijk te onthouden refreinen. Dit leidde tot een nieuw genre binnen de fado, de fado canção.
Amália Rodrigues, de belangrijkste en meest invloedrijke fadozangeres, brak eind jaren 30, begin jaren 1940 door. Rodrigues koos werk van moderne dichters, verwerkte verschillende stijlen in haar muziek, en werd invloedrijk met haar zangstijl en presentatie. Ze trad al snel op in binnen- en buitenland, werd de best betaalde fadozangeres, en speelde als actrice in theater en film.
Naast de fado in fadohuizen en het professionele circuit, bleef amateurfado bestaan in de arbeiderswijken van Lissabon. Hier kwamen nieuwe fadozangers op, zoals Fernando Farinha en Fernando Mauricio. In 1951 ontstond hier de Grande Noite do Fado, een jaarlijks festival met een competitie en prijsuitreiking.

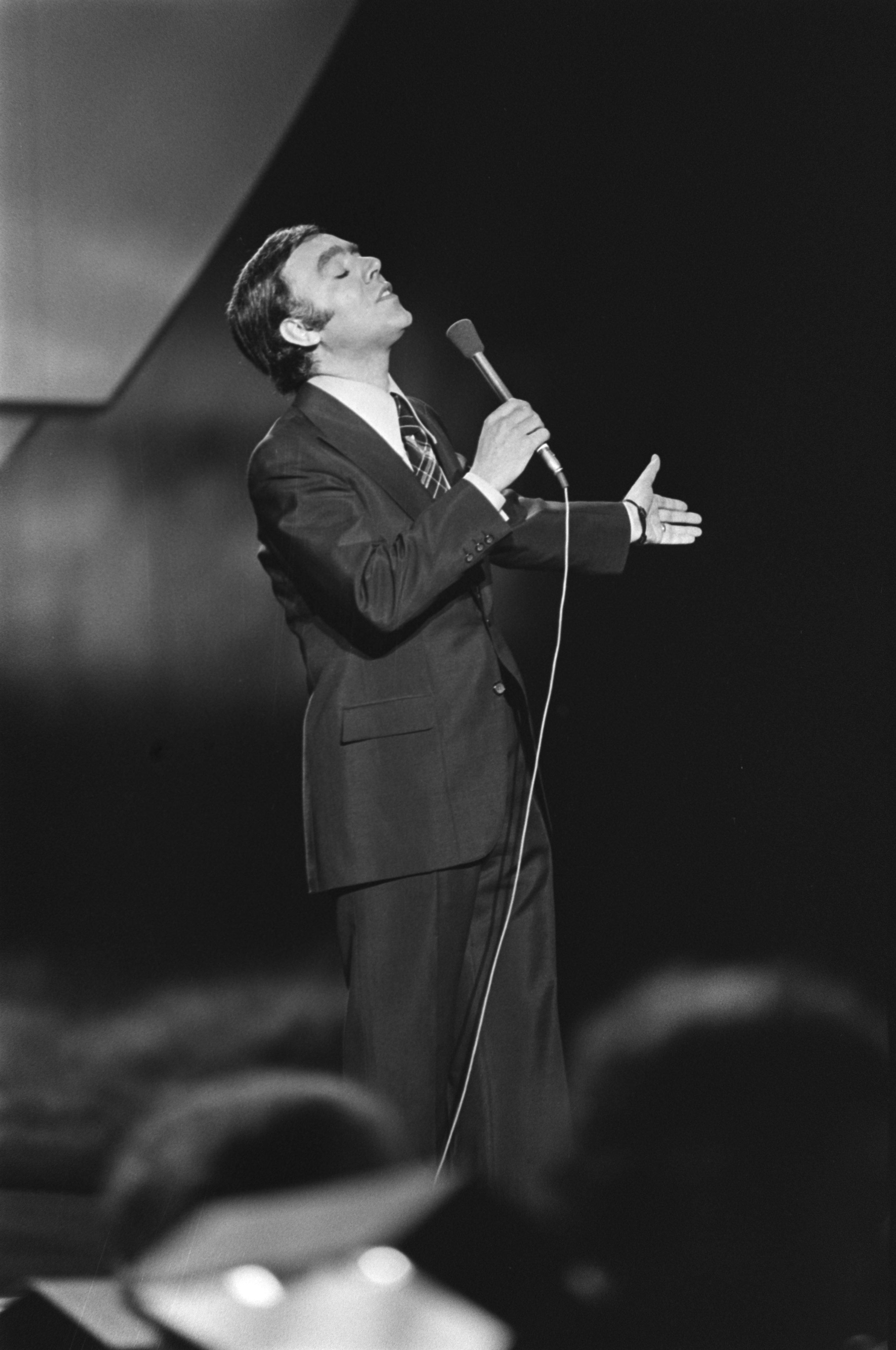
Carlos do Carmo tijdens het Eurovisie Songfestival in Den Haag in 1976.

### Na de revolutie (vanaf 1974)
In de jaren rond en na Anjerrevolutie van 1974 nam de interesse in fado af. Fado werd door het linkse verzet met het regime geassocieerd en werd daarom met vijandigheid bejegend. Fado verdween de eerste jaren na de revolutie van de publieke radio. Er was meer interesse voor revolutionaire liederen en protestzangers als José Afonso. Ook waren stijlen als pop, rock en folk populair.  
Critici vonden dat fado was bezoedeld door de wijze waarop het dictatoriale regime het genre had gebruikt voor eigen doeleinden. Bovendien hadden veel fado-artiesten zich niet of nauwelijks actief verzet tegen het regime.
Met name boegbeeld Amália Rodrigues kreeg kritiek. Hoewel ook Rodrigues zich niet openlijk tegen het regime had uitgesproken, voer ze haar eigen koers. Ze werkte bijvoorbeeld samen met tekstschrijver Alain Oulman die banden had met de linkse oppositie, en bleef dit doen nadat Oulman enige tijd in de gevangenis had gezeten. Pas later werd bekend dat Rodrigues de verboden Communistische Partij financieel steunde.
Fadozanger Carlos do Carmo was een bekend sympathisant van de Communistische Partij en wist zich aan de kritiek te onttrekken, ook vanwege zijn politieke teksten. Hiermee hielp hij om het imago van fado te herstellen. Hij wist fado bovendien succesvol te vernieuwen.
Vanaf 1976, na de komst van een nieuwe grondwet en democratische regering, kwam er weer ruimte voor fado. Artiesten als Amália, Carlos do Carmo, Fernando Maurício en Camané vierden successen. Amália Rodrigues ontving in 1980 een onderscheiding van de president.
Ondanks dat hadden publiek en muziekindustrie in de jaren 1980 meer belangstelling voor andere stijlen als pop, rock en pimba. Het was een moeilijke tijd voor de fadohuizen en fado-artiesten in Lissabon.

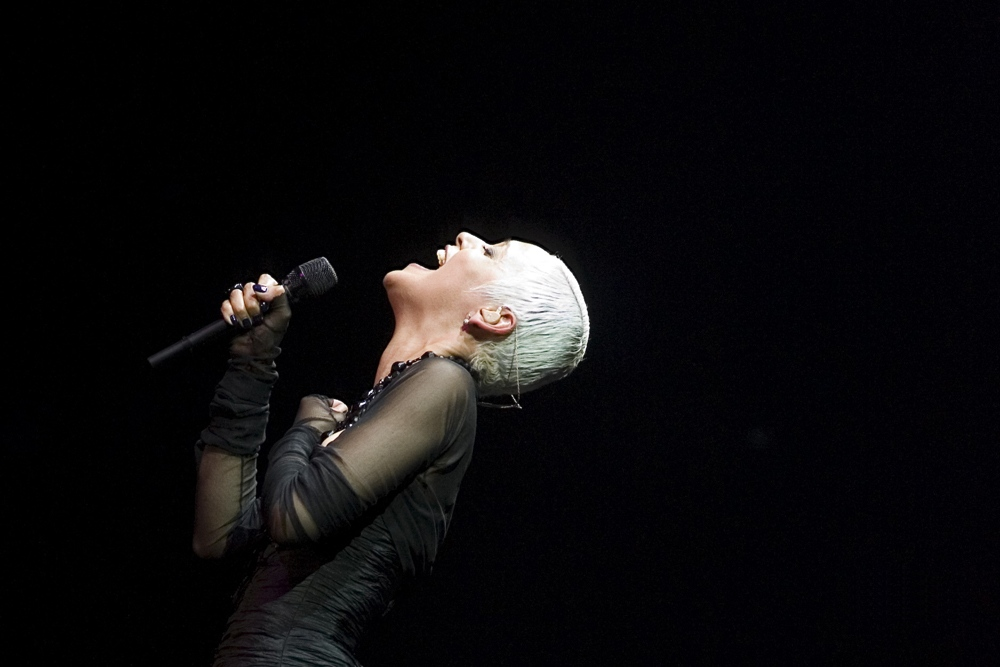
Fadozangeres Mariza tijdens een optreden in Lissabon.

### Hedendaagse en 'novo' fado (vanaf eind jaren 1980)
Vanaf eind jaren 1980, begin jaren 1990 bood de internationale belangstelling voor wereldmuziek nieuwe kansen voor Portugese (fado)muziek. Daarnaast ontstond er na het overlijden van Amália Rodrigues in 1999 interesse voor fadozangers die de rol van 'nieuwe Amália' op zich konden nemen. 
Madredeus en Dulce Pontes waren internationaal succesvol met Portugese muziek met fado-invloeden. Ook succesvol waren Mísia, de in Nederland doorgebroken Cristina Branco, en een reeks andere fadozangers waaronder Mariza, Ana Moura, Mafalda Arnauth, Katia Guerreiro, António Zambujo, Joana Amendoeira en Carminho. Veel van deze zangers lieten zich nadrukkelijk inspireren door de traditie en door Amália, maar voegden ook nieuwe elementen toe, zoals andere muziekinstrumenten, een moderne presentatie, en invloeden uit andere stijlen zoals pop, rock en Braziliaanse muziek. Ze wisten hiermee een nieuw publiek te bereiken.

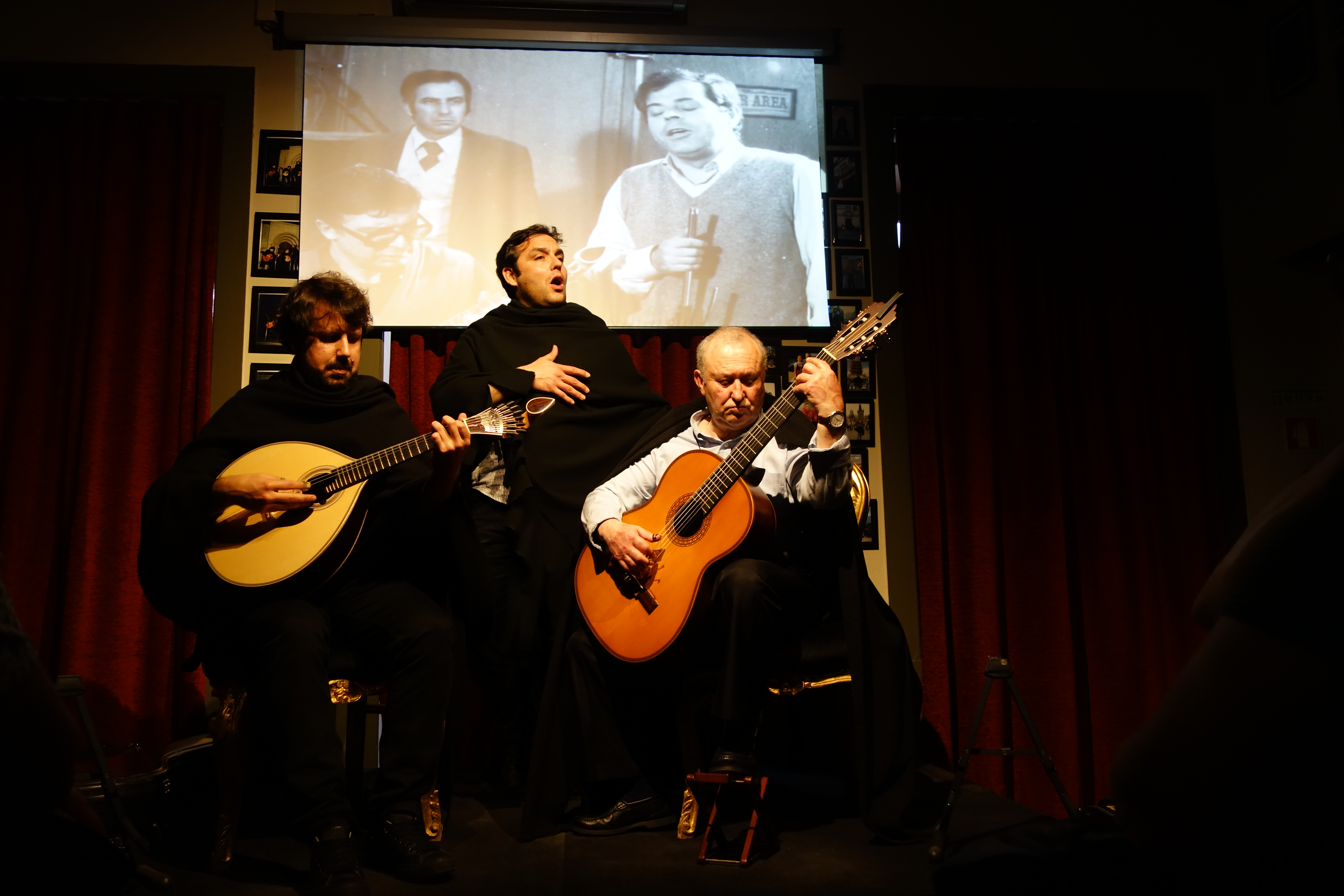
Fadogroep Fado ao Centro uit Coimbra.

## Coimbra fado
Naast Lissabon is ook Coimbra een stad met een eigen fado-traditie. Studenten namen de fado in de tweede helft van de 19e eeuw mee naar universiteitsstad Coimbra. Daar ontstond een nieuwe stijl van fado.
Fado in Coimbra-stijl (canção de Coimbra) wordt in Coimbra van oudsher voornamelijk beoefend door (meestal mannelijke) studenten, oud-studenten en professoren. De teksten worden geïnspireerd door het (studenten)leven in Coimbra, daarnaast zijn er literaire en politieke teksten. De zang in Coimbra werd beïnvloed door de Italiaanse belcantostijl. Ook lieten studenten, die uit verschillende delen van Portugal kwamen, zich beïnvloeden door de traditionele Portugese volksmuziek van buiten Coimbra.
In Coimbra ontwikkelde zich een rijke traditie van instrumentale fado. Meestal werd dit uitgevoerd met een of twee Portugese gitaren (guitarras) en een of twee Spaanse gitaren. Coimbra-fado wordt net als Lissabon-fado gekenmerkt door emotionele diepgang, daarnaast speelt virtuositeit een belangrijke rol.

Zanger, gitarist en songwriter Augusto Hilário Alves da Costa (Hilário) (1864-1896) speelde een belangrijke pioniersrol in de Coimbra fado. Andere belangrijke musici en componisten in het genre zijn António Menano, Edmundo de Bettencourt, Lucas Junot en Artur Paredes. In de 2e helft van de 20e eeuw werden ook José Afonso, Carlos Paredes en Pedro Caldeira Cabral sterk beïnvloed door de Coimbra-stijl.

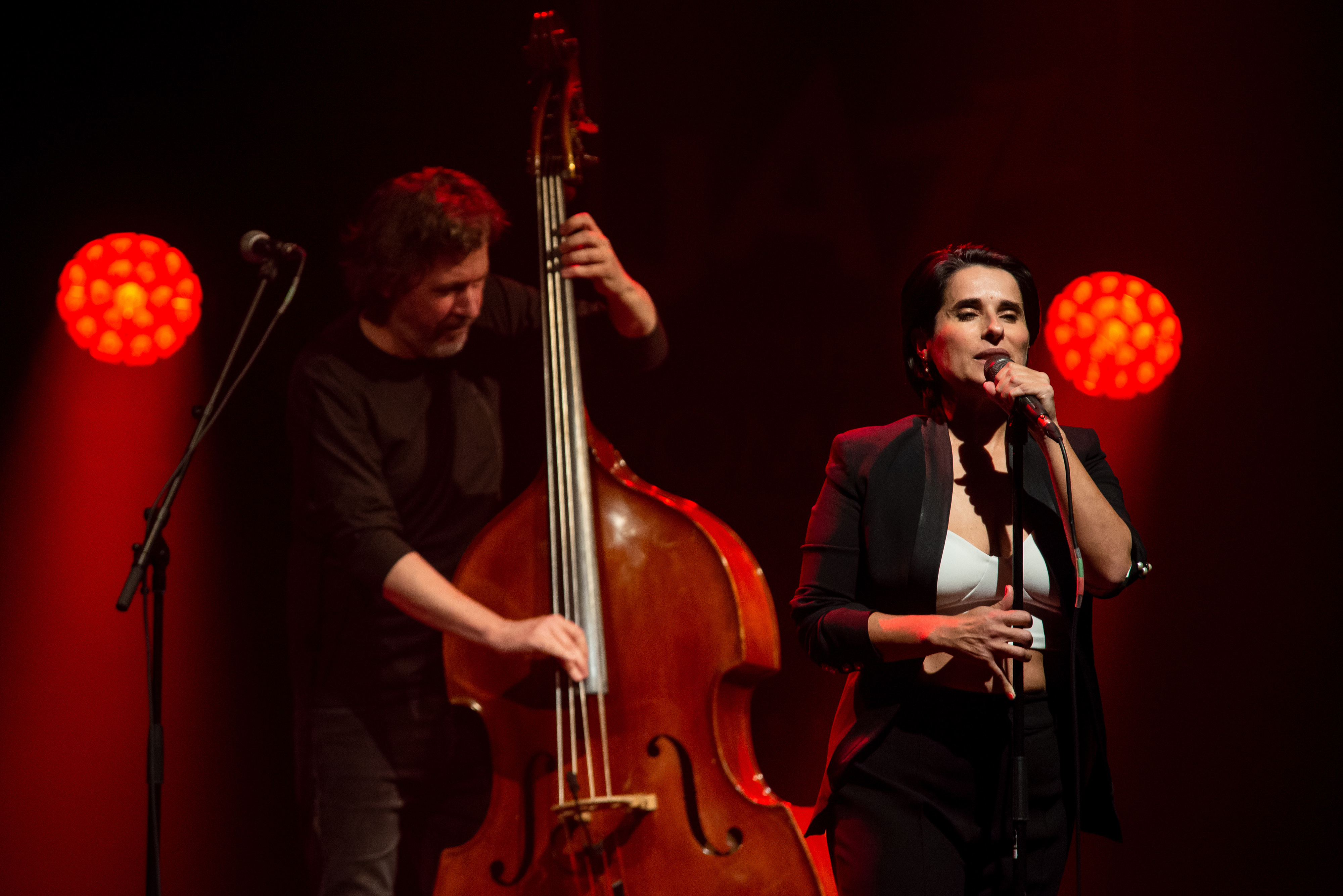
Cristina Branco tijdens een optreden in Frankrijk, 2022.

## Bekende fadozangers en musici
- Alfredo Duarte Marceneiro
- Amália Rodrigues
- Ana Moura
- António Zambujo
- Camané
- Carlos do Carmo
- Carlos Paredes
- Carminho
- Cristina Branco
- Dulce Pontes
- Emanuel Pessanha
- Gisela João
- Joana Amendoeira
- Jorge Fernando
- José Afonso
- Linda de Suza
- Mafalda Arnauth
- Mariza
- Mísia
- Maria de Fátima
- Maria Severa
- Nynke Laverman
- Ricardo Ribeiro

## Meer lezen
- Museu do Fado, het fadomuseum in Lissabon, met op de website onder andere biografieën van fadozangers en -musici, een overzicht van fadohuizen en een archief met oude geluidsopnamen
- Nery, Rui Vieira (2012). A history of Portuguese fado. Imprensa Nacional-Casa da Moeda, Lisboa. ISBN 978-972-27-2024-3.

- Biblioteca Nacional de España: XX537119
- Bibliothèque nationale de France: cb11963474g (data)
- Gemeinsame Normdatei: 4277207-2
- Library of Congress Control Number: sh85046867
- Nationale Bibliotheek van Tsjechië: ph594484
- Nationale Bibliotheek van Israël: 987007565460505171